# Bellevigny
Bellevigny é uma comuna francesa na região administrativa do País do Loire, no departamento da Vendeia. Estende-se por uma área de 38.52 km². Em 2010 a comuna tinha 6 202 habitantes (densidade: 161 hab./km²).
Foi criada em 1 de janeiro de 2016, a partir da fusão das antigas comunas de Belleville-sur-Vie e Saligny.